# Liste de personnalités du football décédées en 2015
Cet article présente une liste de personnalités du monde du football décédées au cours de l'année 2015.
Plus d'informations : Liste exhaustive de personnalités du football décédées en 2015.

## Janvier
- 4 janvier : décès à 85 ans de Bernard Lelong, joueur français devenu entraîneur[1].
- 5 janvier : décès à 85 ans d'Antonio Fuertes, international espagnol ayant remporté la Coupe d'Espagne 1954

.
- 6 janvier : décès à 83 ans de Vlastimil Bubník, international tchécoslovaque[3].
- 8 janvier : décès à 94 ans de Fernando Argila, international espagnol ayant remporté la Coupe d'Espagne 1942 devenu entraîneur[4].
- 9 janvier : décès à 71 ans d'Angelo Anquilletti, international italien ayant remporté la Coupe intercontinentale 1969, la Coupe des clubs champions 1969, 2 Coupe d'Europe des vainqueurs de coupe, le Championnat d'Italie 1968 et 4 Coupe d'Italie[5].
- 9 janvier : décès à 78 ans de Klaus Fritzinger, joueur allemand[6].
- 10 janvier : décès à 20 ans de Junior Malanda, joueur belge[7].
- 11 janvier : décès à 89 ans de Jenő Buzánszky, international hongrois ayant remporté la médaille d'or aux  Jeux olympiques 1952 devenu entraîneur[8].
- 11 janvier : décès à 75 ans de Fritz Pott, international ouest-allemand ayant remporté le Championnat d'Allemagne 1964 et la Coupe d'Allemagne 1968 devenu entraîneur[9].
- 19 janvier : décès à 84 ans de Vladimir Kesarev, international soviétique ayant remporté l'Euro 1960 et 3 Championnat d'URSS devenu entraîneur[10].
- 27 janvier : décès à 48 ans de Wilfred Agbonavbare, international nigérian[11].
- 28 janvier : décès à 71 ans d'Alain Thiry, joueur français[12].
- 31 janvier : décès à 94 ans de Diego De Leo, arbitre italo-mexicain[13].

## Février
- 1er février : décès à 80 ans d'Udo Lattek, joueur allemand devenu entraîneur ayant remporté la Coupe d'Europe des Champions 1974, la Coupe d'Europe des vainqueurs de coupe 1982, la Coupe UEFA 1979, 8 Championnat d'Allemagne et 3 Coupe d'Allemagne[14].
- 2 février : décès à 85 ans de Karl-Erik Palmér, international suédois ayant remporté la Coupe d'Italie 1959[15].
- 2 février : décès à 80 ans d'Ilijas Pašić, international yougoslave ayant remporté 2 Coupe de Yougoslavie devenu entraîneur.
- 3 février : décès à 89 ans de Frank Borghi, international américain ayant remporté 2 US Open Cup[16].
- 3 février : décès à 79 ans de Ion Nunweiller, international roumain ayant remporté comme joueur 5 Championnat de Roumanie, 3 Coupe de Roumanie, le Championnat de Turquie 1970 et comme entraineur 3 Championnat de Roumanie[17].
- 5 février : décès à 84 ans de Rik Coppens, international belge puis entraîneur[18].
- 12 février : décès à 92 ans de Jean Lechantre, international français ayant remporté le Championnat de France 1946 et 3 Coupe de France devenu entraîneur[19].
- 17 février : décès à 70 ans d'Alberto Coramini, joueur italien ayant remporté le Championnat d'Italie 1967 et la Coupe d'Italie 1965[20].
- 19 février : décès à 71 ans d'Ivan Davidov, international bulgare ayant remporté la Coupe de Bulgarie 1966[21].
- 20 février : décès à 83 ans d'Ibrahim Biogradlić, international yougoslave ayant remporté la médaille d'argent aux Jeux olympiques de 1956 et le Championnat de Yougoslavie 1967 devenu entraîneur[22].
- 20 février : décès à 81 ans de Bruno Bollini, international français devenu entraîneur[23].
- 23 février : décès à 89 ans d'Emidio Cavigioli, international italien[24].
- 25 février : décès à 73 ans de Marian Szeja, international polonais ayant remporté la médaille d'or aux Jeux olympiques de 1972[25].
- 28 février : décès à 74 ans de Robert Belloni, joueur puis entraîneur français[26].

## Mars
- 1er mars : décès à 53 ans de Wolfram Wuttke, international ouest-allemand devenu entraîneur[27].
- 2 mars : décès à 80 ans de Dave Mackay, international écossais ayant remporté la Coupe des coupes 1963, le Championnat d'Écosse 1958, la Coupe d'Écosse 1956, 3 Championnat d'Angleterre, 3 Coupe d'Angleterre puis comme entraîneur la Ligue des champions de la CAF 1993, le Championnat d'Angleterre 1975, 2 Championnat d'Égypte et sélectionneur du Qatar[28].
- 4 mars : décès à 89 ans de Karl-Alfred Jacobsson, international suédois ayant remporté le Championnat de Suède 1954[29].
- 6 mars : décès à 83 ans de Sabino Andonegui, joueur espagnol[30].
- 7 mars : décès à 22 ans de Martin Hofbauer, joueur autrichien[31].
- 8 mars : décès à 52 ans de Lasse Larsson, international suédois ayant remporté plusieurs fois le Championnat de Suède ainsi que la Coupe de Suède[32].
- 15 mars : décès à 78 ans d'Antonio Betancort, international espagnol ayant remporté 5 championnat d'Espagne[33].
- 27 mars : décès à 84 ans de Léon Wouters, joueur belge ayant remporté le Championnat de Belgique 1957 et la Coupe de Belgique 1955 devenu entraîneur[34].

## Avril
- 1er avril : décès à 81 ans de Nicolae Rainea, arbitre international roumain[35].
- 3 avril : décès à 58 ans de Raúl Gorriti, international péruvien devenu entraineur[36].
- 4 avril : décès à 75 ans de Ramón Ivanoes Barreto Ruiz, arbitre international uruguayen[37].
- 6 avril : décès à 78 ans de José Pugliese Fernando, international brésilien[38].
- 7 avril : décès à 31 ans de Richard Henyekane, international sud-africain[39].
- 10 avril : décès à 68 ans de Ray Treacy, international irlandais ayant remporté comme joueur la Coupe d'Irlande 1978 et comme entraîneur le Championnat d'Irlande 1994[40].
- 14 avril : décès à 82 ans d'Ivan Šantek, international yougoslave ayant remporté la médaille d'argent aux Jeux olympiques 1956, le Championnat de Yougoslavie 1958 et 2 Coupe de Yougoslavie.
- 16 avril : décès à 72 ans de Driss Bamous, international marocain ayant remporté 7 Championnat du Maroc et 2 Coupe du Maroc[41].
- 16 avril : décès à 52 ans d'Attaphol Buspakom, international thaïlandais ayant remporté comme joueur le Championnat de Thaïlande 1985 et le Championnat de Malaisie 1995 puis comme entraîneur 2 Championnat de Thaïlande[42].
- 20 avril : décès à 71 ans de Hassan Al Shazly, international égyptien ayant remporté le Championnat d’Égypte 1963 et 2 Coupe d'Égypte[43].
- 21 avril : décès à 49 ans de John Moshoeu, international sud-africain ayant remporté la Coupe d'Afrique des Nations 1996, le Championnat de Turquie 2001 et la Coupe de Turquie 1997[44].
- 23 avril : décès à 77 ans d'Aziz Asli, international iranien ayant remporté la Coupe d'Asie des nations 1968[45].
- 25 avril : décès à 86 ans de Jiří Hledík, international tchécoslovaque[46].
- 30 avril : décès à 24 ans de Gregory Mertens, joueur belge ayant remporté la Coupe de Belgique en 2014[47].

## Mai
- 8 mai : décès à 65 ans d'Ilunga Mwepu, international zairois ayant remporté la Coupe d'Afrique des nations 1974[48].
- 8 mai : décès à 94 ans de Juan Schwanner, joueur puis entraîneur hongrois naturalisé chilien qui fut sélectionneur de la Nouvelle-Zélande[49].
- 11 mai : décès à 87 ans de John Hewie, international écossais puis entraîneur[50].
- 12 mai : décès à 70 ans de Cecil Jones Attuquayefio, international ghanéen ayant remporté la Coupe d'Afrique des nations 1965 devenu entraîneur[51].
- 22 mai : décès à 52 ans de Jean-Luc Sassus, international français ayant remporté le Championnat de France 1994 et la Coupe de France 1993[52].
- 26 mai : décès à 35 ans de João Lucas, joueur portugais[53].
- 28 mai : décès à 63 ans de Chantal Serre, internationale française[54].
- 30 mai : décès à 52 ans de Jacky Charrier, joueur français[55].

## juin
- 3 juin : décès à 77 ans d'Imre Rapp, international hongrois[56].
- 3 juin : décès à 82 ans de Bengt Berndtsson, international suédois ayant remporté le Championnat de Suède 1958[57].
- 4 juin : décès à 67 ans de Jaak Dreesen, joueur puis entraîneur belge[58].
- 4 juin : décès à 75 ans de Jørgen Ravn, joueur danois[59].
- 6 juin : décès à 68 ans de Colin Jackson, international écossais ayant remporté  3 Championnat d'Écosse et 3 Coupe d'Écosse[60].
- 10 juin : décès à 5ans de Johnny Fullam, international irlandais ayant remporté 2 Championnat d'Irlande et 8 Coupe d'Irlande[61].
- 14 juin : décès à 82 ans de Zito, international brésilien ayant remporté 2 Coupe du Monde, 2 Coupe intercontinentale et 2 Copa Libertadores[62].
- 20 juin : décès à 93 ans d'Angelo Niculescu, joueur roumain puis entraîneur ayant remporté 2 Championnat de Roumanie et fut également sélectionneur de son pays[63].
- 25 juin : décès à 81 ans de Keita Omar Barrou, joueur malien ayant remporté le Championnat de France 1959.
- 29 juin : décès à 84 ans de Josef Masopust, international tchécoslovaque ayant remporté le Ballon d'or 1962, 8 Championnat de Tchécoslovaquie et 3 Coupe de Tchécoslovaquie[64].
- 30 juin : décès à 75 ans de Pierre Kalala Mukendi, zaïrois ayant remporté la Coupe d'Afrique des nations 1968, 2 Coupe d'Afrique des clubs champions, 3 Championnat de RD Congo et 2 Coupe de RD Congo devenu entraîneur ayant remporté la Coupe d'Afrique des vainqueurs de coupe 1980 et sélectionneur de son pays[65].

## Juillet
- 5 juillet : décès à 78 ans d'Abderrahmane Soukhane, international algérien[66].
- 10 juillet : décès à 80 ans de Milorad Milutinović, international yougoslave ayant remporté 3 Championnat de Yougoslavie et 2 Coupe de Yougoslavie devenu entraîneur[67].
- 10 juillet : décès à 82 ans de Jimmy Murray, international écossais ayant remporté 2 Championnat d'Écosse et la Coupe d'Écosse 1956[68].
- 16 juillet : décès à 88 ans d'Alcides Ghiggia, international uruguayen et italien ayant remporté la Coupe du monde 1950, la Coupe des villes de foires 1961, 2 Championnat d'Uruguay et le Championnat d'Italie 1962 devenu entraîneur[69].
- 21 juillet : décès à 66 ans de Dick Nanninga, international néerlandais[70].
- 21 juillet : décès à 37 ans de Serhiy Omelyanovych, joueur ukrainien[71].

## Août
- 1er août : décès à 46 ans de Stephan Beckenbauer, joueur allemand[72].
- 2 août : décès à 91 ans de Sammy Cox, international écossais ayant remporté 4 Championnat d'Écosse et 4 Coupe d'Écosse[73].
- 9 août : décès à 37 ans de Walter Nahún López, international hondurien ayant remporté 3 Championnat du Honduras[74].
- 10 août : décès à 64 ans de Juanjo Enríquez, joueur puis entraîneur espagnol[75].
- 11 août : décès à 73 ans de Harald Nielsen, international danois ayant remporté le Championnat d'Italie 1964[76].
- 14 août : décès à 70 ans d'Agustín Cejas, joueur argentin ayant remporté la Coupe intercontinentale 1967, la Copa Libertadores 1967 et le Championnat d'Argentine 1966[77].
- 19 août : décès à 55 ans de Suharno, joueur puis entraîneur indonésien[78].
- 22 août : décès à 84 ans d'Ángel Atienza, joueur espagnol ayant remporté 2 Coupe d'Europe des clubs champions et 3 Championnat d'Espagne[79].
- 23 août : décès à 44 ans d'Enrique Reneau, international hondurien ayant remporté 4 Championnat du Honduras et la Coupe du Honduras 1999[80].
- 25 août : décès à 79 ans de Mascarenhas, joueur portugais ayant remporté la coupe d'Europe des vainqueurs de coupe 1964 et la coupe du Portugal 1963[81].
- 29 août : décès à 81 ans de Graham Leggat, international écoassias ayant remporté le Championnat d'Écosse 1955[82].
- 30 août : décès à 75 ans de Hector Silva, international uruguayen ayant remporté la Coupe intercontinentale 1966, la Copa Libertadores 1966, 4 Championnat d'Uruguay et le Championnat du Brésil 1972[83].

## Septembre
- 2 septembre : décès à 85 ans de Charles Kumi Gyamfi, international ghanéen puis entraîneur et sélectionneur de son pays avec il remporta 3 Coupe d'Afrique des nations[84].
- 7 septembre : décès à 76 ans d'Ivan De Ferm, joueur belge ayant remporté la Coupe de Belgique 1971[85].
- 12 septembre : décès à 80 ans de Ron Springett, international anglais ayant remporté la Coupe du monde 1966[86].
- 15 septembre : décès à 89 ans de José María Ortiz de Mendíbil, arbitre international espagnol[87].
- 17 septembre : décès à 90 ans de Dettmar Cramer, joueur allemand puis entraîneur ayant remporté la Coupe intercontinentale 1976 et 2 Coupes d'Europe des clubs champions. Il fut également sélectionneur des États-Unis, de l'Arabie Saoudite, de la Malaisie et de la Thaïlande[88].
- 18 septembre : décès à 53 ans de Freddy Ternero, joueur péruvien ayant remporté 4 Championnat du Pérou et la Copa Perú 1980 puis entraîneur et sélectionneur de son pays[89].
- 23 septembre : décès à 70 ans de Dragan Holcer, international yougoslave ayant remporté 3 championnat de Yougoslavie et 3 Coupe de Yougoslavie[90].
- 24 septembre : décès à 41 ans d'Uğur Dağdelen, international turc[91].
- 28 septembre : décès à 76 ans d'Ignacio Zoco, international espagnol ayant remporté le championnat d'Europe des nations 1964, la Coupe d'Europe des clubs champions en 1966, 7 Championnat d'Espagne et 2 Coupe d'Espagne[92].

## Octobre
- 1er octobre : décès à 30 ans de Hadi Norouzi, international iranien ayant remporté 2 Coupe d'Iran[93].
- 1er octobre : décès à 65 ans de Božo Bakota, international yougoslave[94].
- 3 octobre : décès à 57 ans de Kita, joueur brésilien ayant remporté la médaille d'argent aux Jeux olympiques de 1984 et la Coupe du Brésil en 1989[95].
- 4 octobre : décès à 62 ans de Félix Lendo, joueur français[96].
- 4 octobre : décès à 68 ans d'Oganes Zanazanyan, international soviétique ayant remporté la médaille de bronze aux Jeux olympiques d'été de 1972 et 2 Coupe d'URSS devenu entraîneur[97].
- 5 octobre : décès à 81 ans de Flavio Emoli, international italien ayant remporté 3 Championnat d'Italie et 2 Coupe d'Italie[98].
- 7 octobre : décès à 63 ans de Dominique Dropsy, international français ayant remporté 3 Championnat de France et 2 Coupe de France[99].
- 17 octobre : décès à 69 ans de Howard Kendall, international anglais ayant remporté le Championnat d'Angleterre 1970 et comme entraîneur la Coupe d'Europe des Vainqueurs de Coupe en 1985, 2 Championnat d'Angleterre et la Coupe d'Angleterre en 1984[100].
- 18 octobre : décès à 31 ans de Franklin April, international namibien.
- 23 octobre : décès à 76 ans de Paride Tumburus, international italien ayant remporté le Championnat d'Italie 1964[101].

## Novembre
- 6 novembre : décès à 78 ans de Bobby Campbell, joueur anglais devenu entraîneur[102].
- 12 novembre : décès à 56 ans de Lucian Bălan, international roumain ayant remporté la Coupe d'Europe des Clubs Champions 1986, 4 Championnat de Roumanie et 2 Coupe de Roumanie[103].
- 12 novembre : décès à 32 ans de Márton Fülöp, international hongrois[104].
- 12 novembre : décès à 84 ans de Pál Várhidi, international hongrois ayant remporté la médaille de bronze des Jeux olympiques 1960 et comme entraîneur 4 Championnat de Hongrie[105].
- 16 novembre : décès à 60 ans de Ricardo Ferrero Porcarelli, joueur argentin[106].
- 20 novembre : décès à 75 ans de Héctor Salvá, international uruguayen devenu entraîneur[107].
- 21 novembre : décès à 50 ans de Zoran Ubavič, international slovène[108].
- 28 novembre : décès à 77 ans de Gerry Byrne, international anglais ayant remporté la Coupe du monde 1966, 2 Championnat d'Angleterre et la Coupe d'Angleterre 1965[109].
- 28 novembre : décès à 71 ans d'Ivan Hlevnjak, international yougoslave ayant remporté le Championnat de Yougoslavie 1971 et 3 Coupe de Yougoslavie.

## Décembre
- 8 décembre : décès à 79 ans d'Alan Hodgkinson, international anglais[110].
- 10 décembre : décès à 26 ans d'Arnold Peralta, international hondurien[111].
- 11 décembre : décès à 75 ans de Mihai Adam, joueur roumain ayant remporté la Coupe de Roumanie 1965[112].
- 12 décembre : décès à 73 ans de Frans Geurtsen, international néerlandais[113].
- 13 décembre : décès à 76 ans d'Abdallah Azhar, international marocain ayant remporté 2 Championnat de France[114].
- 14 décembre : décès à 52 ans de Vadim Tichtchenko, international soviétique ayant remporté la médaille d'or aux Jeux olympiques de 1988, le Championnat d'URSS 1988 et la Coupe d'URSS 1989[115].
- 16 décembre : décès à 89 ans de Joseph Tellechéa, international français[116].
- 17 décembre : décès à 59 ans de Serge Devèze, joueur français devenu entraîneur ayant remporté le championnat de Guinée 1992, la Coupe de Côte d'Ivoire 1994, le championnat du Gabon 1996 et trois Coupes du Gabon[117].
- 18 décembre : décès à 74 ans de Vittore Gottardi, international suisse ayant remporté 2 Coupe de Suisse[118].
- 19 décembre : décès à 87 ans de Jimmy Hill, joueur puis entraîneur anglais[119].
- 23 décembre : décès à 80 ans de Don Howe, international anglais ayant remporté la Coupe d'Angleterre 1954 devenu entraîneur[120].
- 24 décembre : décès à 48 ans de Christophe Fiatte, joueur français[121].
- 25 décembre : décès à 77 ans de Jean-Pierre Alba, joueur français ayant remporté 2 Champion de France[122].
- 27 décembre : décès à 33 ans d'Alfredo Pacheco, international Salvadorien ayant remporté 7 Championnat du Salvador[123].
- 27 décembre : décès à 86 ans de Roy Swinbourne, joueur anglais ayant remporté le championnat d'Angleterre 1954[124].
- 29 décembre : décès à 47 ans de Pavel Srníček, international tchèque[125].
- 31 décembre : décès à 34 ans de Steve Gohouri, international ivoirien ayant remporté 2 Coupe du Liechtenstein[126].